# Lucija dos Santos
Lúcia de Jesus Rosa dos Santos, OCD (znana tudi kot Lúcia iz Fátime in pod redovnim imenom Sestra Maria Lúcia od Jezusa in Brezmadežnega Srca), portugalska katoliška redovnica karmeličanka, * 28. marec 1907, Aljustrel, † 13. februar 2005, Coimbra.
Bila je ena od treh otrok, skupaj s svojima bratrancema Franciscom in Jacinto Marto, ki je bila leta 1917 priča marijanskim prikazovanjem v Fátimi..

## Mladost
Lúcia je bila najmlajši otrok Antónia dos Santosa in Marie Rosa Ferreira (1869–1942),  oba iz Aljustrela, poročila sta se 19. novembra 1890. Imela je šest bratov in sester: Maria dos Anjos (1891–1986), Teresa de Jesus Rosa dos Santos, Manuel Rosa dos Santos (1895–1977), Glória de Jesus Rosa dos Santos (1898–1971), Carolina de Jesus Rosa dos Santos (1902–1992) in Maria Rosa (umrla ob rojstvu). Čeprav je bila družina kmečka, družina Santos nikakor ni bila revna, saj je imela v lasti zemljo "V smeri Montelo, Ortiga, Fátima, Valinhos, Cabeço, Charneca in Cova da Iria ."  :9
Čeprav je Lúciin rojstni dan vpisan kot 22. marec 1907, je njen dejanski datum rojstva 28. marec. V tistih časih je veljalo, da morajo starši svoje otroke pripeljati h krstu osmi dan po rojstvu, sicer jim grozi denarna kazen, in ker je bil 30. marec primernejši dan, so za rojstni dan izbrali 22. marec. Lúcia se je kasneje spominjala, da takrat rojstnemu dnevu nihče ni pripisoval velikega pomena.:13–14
Lúcijin oče António je bil po njenem mnenju delaven in radodaren človek. V spominih je dejala, da je pripovedoval pravljice in pel ljudske pesmi, bil pa je tudi tisti, ki jo je prvi naučil narediti znamenje križa. V nasprotju s priljubljenimi hagiografskimi poročili o prikazovanjih je verjel otrokom in obstaja nekaj dokazov, da se je zarotil, da bi Lúcia prišla v Cova na obiske, potem ko je njena mati to prepovedala. Lúcia je povedala, da njen oče ni bil pijanec, a se je rad družil v gostilni. Ker ni maral p. Ferreira, je v cerkev hodil v bližnje mesto. 
Maria Rosa je bila pismena, čeprav svojih otrok nikoli ni učila brati. Imela je okus za versko literaturo in pripovedništvo. Svoje in sosedove otroke, če so bili tam, je ob siesti poleti in zlasti v postnem času poučevala katekizem . Pozimi je bil pouk katekizma po večerji in ob ognju. :38, 69Po besedah njene mame je Lúcia ponavljala vse, kar je slišala "kot papiga." :67
Fr. De Marchi je njene poteze opisal na naslednji način: "Ni bila lep otrok. Edina privlačnost njenega obraza - ki na splošno ni bil odvraten - sta bili njeni veliki črni očesi, ki sta strmeli izpod gostih obrvi. Njeni gosti in temni lasje so bili čez ramena razdeljeni na sredini. Njen nos je bil precej sploščen, njene ustnice debele in usta velika."
Lúcia je bila čudovita pripovedovalka. :11Bila je nadarjena za komponiranje avtorskih pesmi s spevnimi ljudskimi melodijami ter duhovnimi in posvetnimi besedili. Med pesmimi, ki si jih je izmislila kot majhen otrok, so "In Heaven, I'll Be With My Mother", "I Love God in Heaven" in "Lady of Carmel". Uglasbila je besede kratke molitve, za katero je rekla, da jo je njo in njene bratrance naučil portugalski angel: »O Bog, verjamem, obožujem, upam vate in te ljubim. Prosim odpuščanja za tiste, ki ne verujejo, ne upajo, ne ljubijo Te." Napisala je tudi pesem o Jacinti, ki se pojavlja v njenih spominih.
Lucijino prvo obhajilo je bilo pri šestih letih, čeprav je običajno pri najmanj desetih. Župnik jo je sprva zavrnil zaradi njene mladosti. Vendar pa je oče Cruz, jezuitski misijonar, ki je prišel na obisk iz Lizbone, izprašal Lúcio, potem ko jo je tistega dne našel v solzah, in sklenil, da "Razume, kaj počne, bolje kot mnogi drugi." Zaradi tega posega je župnik sprejel Lucijo k svetemu obhajilu.  Po prvi spovedi je molila pred oltarjem Matere Božje rožnega venca in videla, kako se ji je kip nasmehnil. Ob prejemu evharistije se je Lúcia počutila »Okopana v tako nadnaravnem ozračju, da mi je postala navzočnost našega dragega Gospoda tako jasno zaznavna, kot da bi ga videla in slišala s svojimi telesnimi čuti.« Lúcijino prvo obhajilo je nanjo pustilo močan vtis."Izgubila sem okus in privlačnost za stvari sveta in sem se počutila kot doma le na nekem samotnem kraju, kjer sem se povsem sama lahko spominjala užitkov svojega prvega obhajila." :72–73
Pri osmih letih je pasla družinske ovce, spremljali pa so jo drugi vaški fantje in dekleta.

## Prikazovanja Fatimske Gospe
Med majem in oktobrom 1917 so Lúcia in njena bratranca Jacinta in Francisco Marto poročali o prikazovanju svetleče dame, za katero so verjeli, da je Devica Marija, na poljih Cova da Iria zunaj zaselka Aljustrel blizu Fátime na Portugalskem .  Otroci so povedali, da so obiski potekali 13. dan vsakega meseca približno opoldne, šest mesecev zapored. Edina izjema je bil avgust, ko je otroke zadržal lokalni upravitelj. Tisti mesec so poročali o videnju Gospe šele potem, ko so jih dva dni kasneje izpustili iz zapora.
Po Lúcijinih pripovedih je gospa otrokom naročila, naj se pokorijo in naj se žrtvujejo, da bi rešili grešnike. Lúcia je povedala, da je gospa poudarila pomen vsakodnevne molitve rožnega venca, da bi v svet prinesli mir. Številni mladi portugalski moški, vključno s sorodniki vidcev, so se takrat borili v prvi svetovni vojni.  Lúcia je slišala, kako jo je Marija prosila, naj se nauči brati in pisati, ker jo je Jezus želel zaposliti, da bi svetu posredovala sporočila o Mariji, zlasti o Marijinem brezmadežnem srcu.
Lúcijina mama hčerine izjave o videnjih ni sprejela pozitivno, saj je menila, da si jih Lúcija izmišljuje zaradi pozornosti. Dotlej najljubša hči Lúcia je trpela pretepe in zasmehovanje svoje matere. Še posebej je bila nezaupljiva do ideje, da so Lúcio prosili, naj se nauči brati in pisati. :72

### Tri fatimske skrivnosti
13. julija 1917 okoli poldneva naj bi gospa otrokoma zaupala tri skrivnosti. Dve od skrivnosti sta bili razkriti leta 1941 v dokumentu, ki ga je napisala Lúcia na prošnjo leirijskega škofa, Joséja Alvesa Correie da Silve, delno za pomoč pri objavi nove izdaje knjige o Jacinti. :199
Ko jo je leta 1943 José Alves Correia da Silva, škof iz Leirije, prosil, naj razkrije tretjo skrivnost, se je Lúcia kratek čas branila, saj "še ni bila prepričana, da jo je Bog jasno pooblastil za ukrepanje".  :203 Bila je pod strogo pokorščino v skladu s svojim karmeličanskim življenjem in je bila v dvomu glede tega, ali naj uboga svoje nadrejene ali osebne ukaze, za katere je verjela, da so od Marije. Vendar pa je oktobra 1943 zbolela za gripo in plevritisom, isto boleznijo, ki je ubila njene bratrance, in nekaj časa je verjela, da bo kmalu umrla. Škof Da Silva ji je nato naročil, naj zapiše tretjo skrivnost. :204 Lúcia je nato skrivnost zapisala in jo zapečatila v kuverto, ki je ni odpirala do leta 1960. Leto 1960 je izbrala, ker je mislila, da bo "takrat bolj jasno".  :208–09Besedilo tretje skrivnosti je leta 2000 uradno objavil papež Janez Pavel II.
Vatikan je skrivnost opisal kot vizijo poskusa atentata na papeža Janeza Pavla II.

### Čudež sonca
Videnja so dobivala vse večjo publiciteto in pri šestem ter zadnjem prikazanju naj bi bilo prisotnih približno 70.000 prič. Lúcia je več mesecev obljubljala, da bo gospa tistega dne naredila čudež, »da bi vsi verjeli«. Priče, prisotne tistega dne v Cova da Iria, pa tudi nekatere do 40 kilometrov daleč,  :192so poročale, da se jim je zdelo, da Sonce spreminja barve in se vrti kot ognjeno kolo ter oddaja večbarvno svetlobo po pokrajini. Videti je bilo, da se Sonce pogreza proti Zemlji, kar je mnoge prestrašilo, da so verjeli, da je konec sveta. :183–91 :53–62,87Drugi so dejali, da so bili zgolj priča mrku. Po besedah novinarja O Século Avelina de Almeide je bil priljubljen izraz, da Sonce "pleše". :2 Dogodek je postal znan kot čudež sonca. O njem so obširno poročali portugalski sekularni mediji. Nekaj poročanja se je 17. oktobra 1917 pojavilo v majhnem članku v New York Timesu. Lúcia je tistega dne poročala, da se je Gospa identificirala kot »Naša Gospa rožnega venca«. Kasneje je postala znana tudi kot Gospa iz Fatime.
V imenu katoliške cerkve je škof Da Silva 13. oktobra 1930 odobril videnja kot "vredna verovanja".

## Življenje v samostanu
Lúcia se je leta 1921 preselila v Porto in bila pri 14 letih sprejeta kot dijakinja v šolo sester sv. Doroteje v Vilarju, na obrobju mesta. 24. oktobra 1925 je vstopila v Zavod sester sv. Doroteje kot postulantka v samostanu v Pontevedri v Španiji, tik za severno portugalsko mejo. Po pripovedovanju sestre Lúcie je 10. decembra 1925 doživela videnje Svete Device in Deteta Kristusa. Devica Marija naj bi zahtevala prakso pobožnosti petih prvih sobot. Če je nekdo izpolnil pogoje na prvo soboto petih zaporednih mesecev, je Devica Marija ob smrtni uri obljubila posebne milosti.
20. julija 1926 se je Lucija preselila v Tuy, kjer je začela noviciat; habit je prejela 2. oktobra istega leta. Lúcia je svoje prve zaobljube izpovedala 3. oktobra 1928. 13. junija 1929 je poročala o videnju, med katerim ji je Blažena Devica rekla: "Prišel je trenutek ko Bog prosi svetega očeta, da skupaj z vsemi škofi sveta opravi posvetitev sv. Rusijo mojemu Brezmadežnemu Srcu z obljubo, da jo bo na ta način rešil."  Večne zaobljube je naredila 3. oktobra 1934 in prejela ime »sestra Maria das Dores« (Žalostna Marija).
25. januarja 1938 se je na nebu nad Evropo pojavil ogromen polarni sij, ki so ga različno opisovali kot "ognjena zavesa" in "ogromen krvavo rdeč žarek svetlobe", viden pa je bil vse do Gibraltarja in celo v delih Združenih držav Amerike. Lúcia je verjela, da je bil ta dogodek »noč, osvetljena s čudno svetlobo na nebu«, o kateri je slišala Marijo govoriti kot del Druge skrivnosti, napovedati dogodke, ki bodo pripeljali do druge svetovne vojne in zahtevati dejanja odškodnine, vključno s prvo Sobotne pobožnosti in s posvetitvijo Rusije.
Leta 1946 se je vrnila na Portugalsko (kjer je inkognito obiskala Fátimo) in marca 1948, potem ko je prejela posebno papeško dovoljenje za razrešitev večnih zaobljub, vstopila v karmeličanski samostan Svete Tereze v Coimbri, kjer je prebivala do svoje smrti. Svoje poslanstvo kot bosa karmeličanka je začela 31. maja 1949 z redovnim imenom sestra Maria Lúcia od Jezusa in Brezmadežnega Srca.
Zaradi postave skupnosti se je od Lúcie pričakovalo, da se bo "Čim manj pogovarjala z ljudmi od zunaj, celo s svojimi najbližjimi sorodniki, razen če je njihov pogovor duhoven, in tudi takrat naj bo zelo redko in čim krajši"  in "nimajo nič skupnega s posvetnimi zadevami, niti ne govorijo o njih".  Zaradi tega so nekateri ljudje verjeli v zaroto, da bi prikrili Fátimsko sporočilo in Lúcio utišali.
V Fátimo se je vrnila ob štirih papeževih romanjih – vsa 13. maja – prvič Pavla VI. leta 1967 in Janeza Pavla II. leta 1982 (v zahvalo, ker je preživel atentat prejšnje leto), leta 1991 in leta 2000, ko sta bila za blaženarazglašena Jacinta in Francisco. 16. maja 2000 se je nepričakovano vrnila v Fátimo, da bi obiskala župnijsko cerkev.

## Zapisi
Sestra Lúcia je v svojem življenju napisala šest spominov. Prvi štirje so bili napisani med letoma 1935 in 1941, angleški prevod pa je objavljen pod imenom Fatima in Lucia's Own Words. Peti in šesti spomini, napisanih v letih 1989 in 1993, so objavljeni v angleščini pod imenom Fatima in Lucia's Own Words II. Te zadnje knjige je napisala lastnoročno.
Dodatna knjiga je bila izdana leta 2001, različno znana kot Calls from the Fatima Message in Appeals from the Fatima Message, kot je Vatikan napovedal 5. decembra 2001.
Sestra Lúcia je napisala tudi številna pisma duhovnikom in pobožnim laikom, ki jih je zanimala tretja fatimska skrivnost in Lúcijina razlaga tega, kar je slišala, da je Devica Marija zahtevala. Dve pismi, ki ju je domnevno napisala, sta se nanašali na posvetitev Rusije, v katerih je zapisala, da je bila prošnja Gospe izpolnjena. Celotno gradivo, ki ga je napisala sestra Lúcia, je zdaj namenjeno za preučevanje Kongregacije za zadeve svetnikov.

## Smrt
Sestra Lúcia je bila nekaj let pred smrtjo slepa in gluha ter bolna. Umrla je v karmeličanskem samostanu Santa Teresa v Coimbri, kjer je živela od leta 1948.
Na Portugalskem so 15. februar 2005 razglasili za dan nacionalnega žalovanja; prekinjena je bila tudi kampanja za državnozborske volitve, predvidene za nedeljo, 20. februarja. Sestra Lúcia je bila registrirana volivka (kot vsi portugalski državljani).

## Postopek kanonizacije
Dne 13. februarja 2008 (tretja obletnica njene smrti) je papež Benedikt XVI. naznanil, da se bo v primeru sestre Lúcie odpovedal petletni čakalni dobi, ki jo določa cerkveno pravo, preden začne postopek za beatifikacijo. 13. februarja 2017 je sestra Lúcia prejela naziv Božja služabnica, kar je bil prvi večji korak k njeni kanonizaciji. 22. junija 2023 je prejela naziv častitljiva Božja služabnica.

## V popularni kulturi
Lúcio je v filmu Čudež fatimske Gospe iz leta 1952 upodobila Susan Whitney.
Felipa Fernandes jo je igrala v The 13th Day, celovečernem filmu, ki ga je producirala Natasha Howes in režirala Dominic in Ian Higgins.
V filmu Fatima iz leta 2020 Lúcio igrata Stephanie Gil kot mlada vidka in Sônia Braga kot odrasla nuna.